# Vase de Kolyvan
Le vase de Kolyvan (russe : Большая колыванская ваза) est un vase monumental datant de la période néoclassique russe, inspiré par l'art des Scythes de l'Altaï. Il est conservé à l'Ermitage de Saint-Pétersbourg.

## Histoire
Le vase a été conçu par Abrahram Melnikov. Un autre protagoniste était le comte Pavel Nikolaïevitch Demidov, industriel et bailleur de fonds des expéditions de 1834 dans les terres du Don. Alors qu'il était  ministre des Finances, Egor Kankrin (1774-1845), a donné les fonds pour permettre, entre 1823 et 1844, la réalisation de l'œuvre par des architectes et ingénieurs travaillant dans le Musée de l'Ermitage.
Son nom provient de la localité sibérienne de Kolyvan, où, en février 1828, a été extrait le bloc de jaspe à partir duquel il a été sculpté. Le bloc a été transporté dans un traîneau tiré par 154 chevaux jusqu'à la rivière Chusovaya; il a ensuite été déplacé sur une péniche, et est arrivé à Saint-Pétersbourg par la rivière.
Il a été achevé en 1843, après onze ans de travail. La salle de l'Ermitage, où il avait été placé, a été achevée après le positionnement du vase lui-même, qui, autrement, n'aurait pas pu passer par les entrées.

## Description
Le vase a été sculpté dans un seul morceau de jaspe, d'une couleur verte. De forme elliptique, il mesure 4,5 mètres de long, 2,5 mètres de haut et pèse 19 tonnes.